# NetPositive
NetPositive, также известный как Net+ — встроенный браузер BeOS.
Разработчик — Be Inc. Частично поддерживает HTML 3.2, в версии 3 была добавлена частичная поддержка JavaScript. Java и CSS не поддерживаются. Сообщения об ошибке браузером выдавались в виде хайку (хокку) — нерифмованых японских трехстиший. В честь этой особенности теперь названа открытая BeOS-совместимая ОС Haiku.
Развился на основе самого первого, простейшего HTML-браузера для BeOS, под названием Orb, который был создан разработчиками для удобного чтения документации в HTML-формате.
В соответствии со стандартами, NetPositive отображает фон HTML-страниц по умолчанию серым цветом. 
После кончины Be Incorporated в сети появился проект NetOptimist. Данный проект предполагает создание аналога Net+ с поддержкой современных технологий, при этом не нагромождённого огромным количеством функций. Финальная версия так и не вышла, а последняя новость была в 2002 году.
Альтернативой этому браузеру на платформе BeOS стали перенесённые на неё браузеры Arora, NetSurf, Opera и Firefox (официально не поддерживаемый на BeOS), а также WebPositive, нативный браузер, основанный на технологии WebKit, находящийся пока на очень ранней стадии разработки.